# João Alfredo
João Alfredo est une municipalité brésilienne située dans la zone agreste de l'État du Pernambouc, à 80 km au nord-ouest de la capitale de l'État, Recife.